# Боб (плод)
Бобът, чушка (на лат. legumen) е сух, многосеменен, рядко двусеменен или едносеменен плод. Съставен е от един плодолист. Разпуква се по дължина. Характерен е за семейство Бобови.
В разговорния български език, чушката на плодовете от семейство бобови, се нарича шушулка.